# Великие риторики
«Великие риторики» (фр. grands rhétoriqueurs) — французские поэты, пик творчества которых пришёлся на вторую половину XV — начало XVI века, в их произведениях форма зачастую становилась важнее содержания. Главным выразителем идеологии приоритета формы и главой «великих риториков» был Жорж Шатлен (ок. 1410—1475).

## Описание

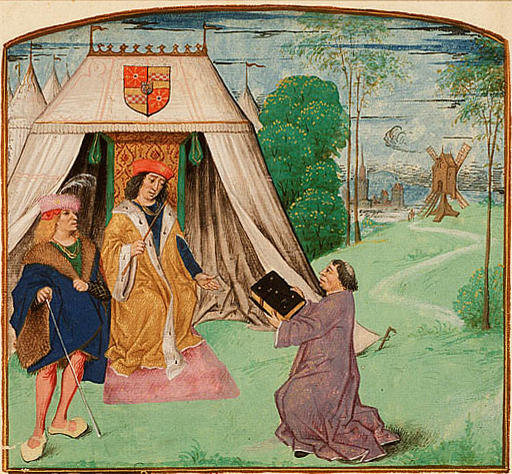
Филипп Клев получает экземпляр «Романа о Розе» от «великого риторика» Жана Молине

Название «великие риторики» появилось в XIX веке. Этот период французской литературы «рассматривался как риторическое искажение поэзии или как некая лакуна после смерти Франсуа Вийона — последнего великого певца Средневековья и до Клемана Маро — первого ренессансного французского поэта».
Школа «великих риториков» была многочисленной (около пятидесяти поэтов), её представители служили у герцогов, став фактически первыми придворными поэтами и первыми, кто сделал поэзию ремеслом.
«Великие риторики» исследовали тайные возможности языка, но при этом использовали средневековые поэтические формы. Содержание стихотворений «великие риторики» считали вторичным, и темы творчества повторялись из произведения в произведение:
- восхваление своих герцогов,
- воспевание Богородицы и святых,
- признания в любви и скорбь об умерших посредством аллегорий.

К наиболее ярким представителям «великих риториков» относят следующих поэтов:
- Жан Мешино (1420—1491)
- Оливье де Ламарш (1425—1502)
- Октавиан де Сен-Желе (1432—1502)
- Жан Молине (1435—1507)
- Жан Маро (1450?-1526)
- Пьер Фабри (1450-1520)
- Гийом Кретьен (1460—1525)
- Жан Лемер де Бельж (1473—1525)
- Пьер Гренгуар (1475—1538)
- Жан Буше (1476—1557)